# Georg Ludwig von Gilsa
Georg Ludwig von Gilsa (* 12. Dezember 1730 in Bayreuth; † 6. Oktober 1792 in Driesen) war preußischer Generalmajor und Chef des Dragonerregiments Nr. 3.

## Leben
Seine Eltern waren der brandenburg-kulmbachische Oberst Georg Daniel von Gilsa (1693–1743) und dessen Ehefrau Margaretha Magdalena, geborene Schmidt von Altenstadt.
Gilsa kam 1745 als Estandartenjunker in das Kürassierregiment „Prinz von Preußen“. Im gleichen Jahr kämpft er im Rahmen des Zweiten Schlesischen Krieges in Hohenfriedberg und in Soor. Am 11. September 1753 wurde er Kornett und am 4. Oktober 1756 Leutnant. Während des Siebenjährigen Krieges nahm er an den Schlachten von Lobositz, Kolin, Breslau, Kay, Zorndorf und Kunersdorf teil. In der Zeit stieg er am 22. August 1760 zum Stabsrittmeister auf und am 22. Mai 1764 zum Rittmeister und Kompaniechef.
Nach dem Krieg wurde Gilsa am 2. Oktober 1768 Major und nahm als solcher auch 1778/79 am Bayerischen Erbfolgekrieg teil. Am 4. September 1780 wurde er Oberstleutnant und am 3. Juni 1782 Oberst. Am 2. Oktober 1782 wurde er zum Kommandeur des Kürassierregiments „von Dalwig“ ernannt. Am 4. Juni 1788 wurde er zum Generalmajor befördert und zum Chef des Dragonerregiments „von Thun“ ernannt. Noch 1790 wurde das Regiment nach Schlesien geschickt.
Gilsa dimittierte am 4. Juni 1792 mit einer Pension von 1200 Talern. Er verstarb kurz darauf am 6. Oktober 1792 in Driesen.